# Depo Pilská Kruhovka

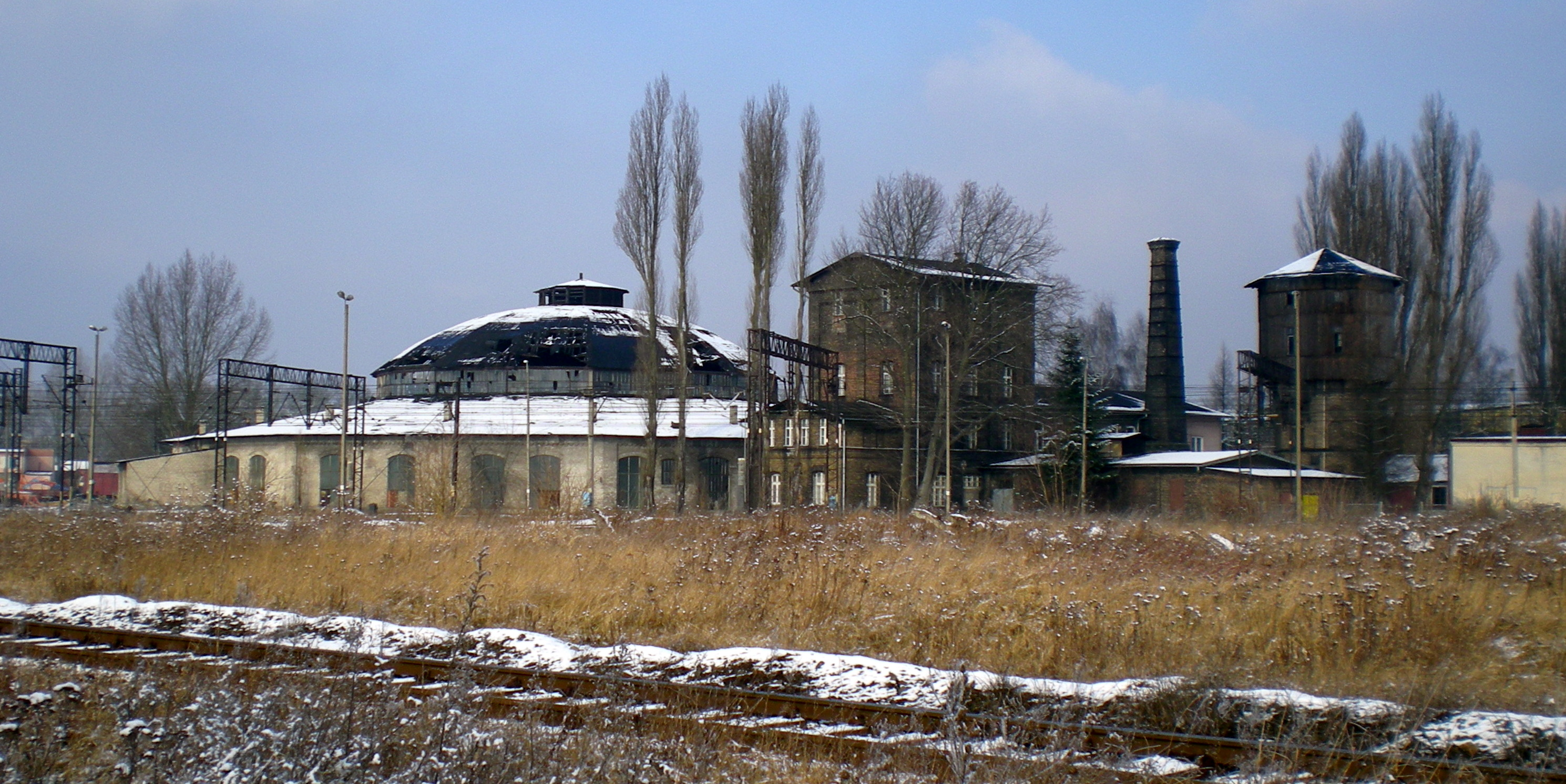
Pohled na piłské depo

Depo Pilská Kruhovka je lokomotivní depo v Piłe v okrese Piła. Výstavba Pilského depa byla provedena v letech 1870 až 1874 v souvislosti s intenzivním vývojem železniční sítě v zemích Pruska. Díky použití zcela netypických architektonických návrhů se depo stalo vzorovým objektem pro několik staveb tohoto druhu v Evropě. Po několika desetiletích provozu, v devadesátých letech 20. století, bylo depo vyřazeno z provozu a bylo na něj zapomenuto.
Když si skupina několika desítek obyvatel Piły všimla, v jakém stavu je nyní depo, rozhodla se tento historický objekt zachránit.